# Rayya
Rayya (en punyabí: ਰਈਅਾ) es una localidad de la India situada en el distrito de Amritsar, en el estado de Punyab. Según el censo de 2011, tiene una población de 14 506 habitantes.